# Agost
Agost är en kommun i Spanien. Den ligger i provinsen Provincia de Alicante och regionen Valencia, i den sydöstra delen av landet, 300 km sydost om huvudstaden Madrid. Antalet invånare är 4 791. Arean är 67 kvadratkilometer. Agost gränsar till Alicante, Castalla, Monforte del Cid, Petrer och Tibi.
Terrängen i Agost är kuperad norrut, men söderut är den platt.